# FK Mogren
Fudbalski klub Mogren je fotbalový klub z Černé Hory, z města Budva. Založen byl roku 1920. Dvakrát vyhrál nejvyšší soutěž Černé Hory (2008/09, 2010/11), jednou získal černohorský fotbalový pohár (2007/08).

## Kompletní výsledky v evropských pohárech
| Sezóna  | Soutěž | Kolo        | Soupeř              | Doma | Venku |
| ------- | ------ | ----------- | ------------------- | ---- | ----- |
| 2008/09 | UEFA   | 1. předkolo | Hapoel Kirjat Šmona | 0–3  | 1–1   |
| 2009/10 | LM     | 1. předkolo | Hibernians FC       | 4–0  | 2–0   |
| 2009/10 | LM     | 2. předkolo | FC Kodaň            | 0–6  | 0–6   |
| 2010/11 | EL     | 1. předkolo | UE Santa Coloma     | 2–0  | 3–0   |
| 2010/11 | EL     | 2. předkolo | Maccabi Tel Aviv FC | 2–1  | 0–2   |
| 2011/12 | LM     | 2. předkolo | Litex Loveč         | 1–2  | 0–3   |